# Электрическая вращающаяся машина
Электрическая вращающаяся машина — электротехническое устройство, предназначенное для преобразования энергии на основе электромагнитной индукции и взаимодействия магнитного поля с электрическим током, содержащее, по крайней мере, две части, участвующие в основном процессе преобразования и имеющие возможность вращаться или поворачиваться относительно друг друга, за счёт чего и происходит процесс преобразования.

## Общие положения
Возможность создания электрической машины как электромеханического преобразователя базируется на электромагнитном взаимодействии, которое осуществляется посредством электрического тока и магнитного поля. Электрическая машина, в которой электромагнитное взаимодействие осуществляется при помощи магнитного поля называется индуктивной, а в которой при помощи электрического — ёмкостной. Ёмкостные машины практически не используются, так как при конечной проводимости воздушной среды (при наличии влаги) заряды будут исчезать из активной зоны электрической машины в землю.
Два основных конструктивных элемента любых электрических вращающихся машин: ротор — вращающаяся часть; статор — неподвижная часть; а также воздушный зазор, их разделяющий.

## Классификация

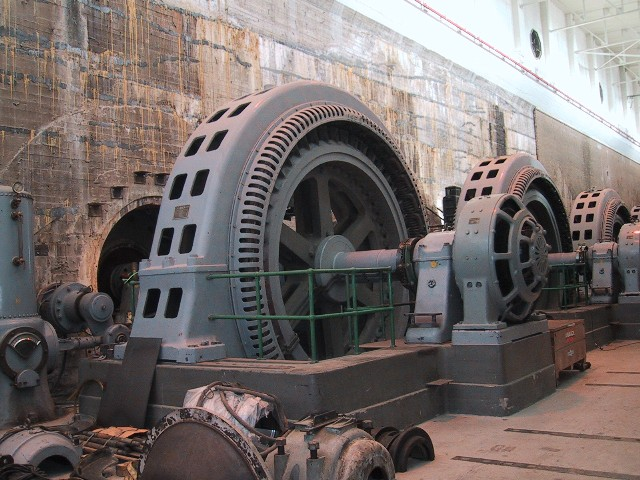
Генераторы на электростанции Пуэнт-дю-Буа, Манитоба, Канада.

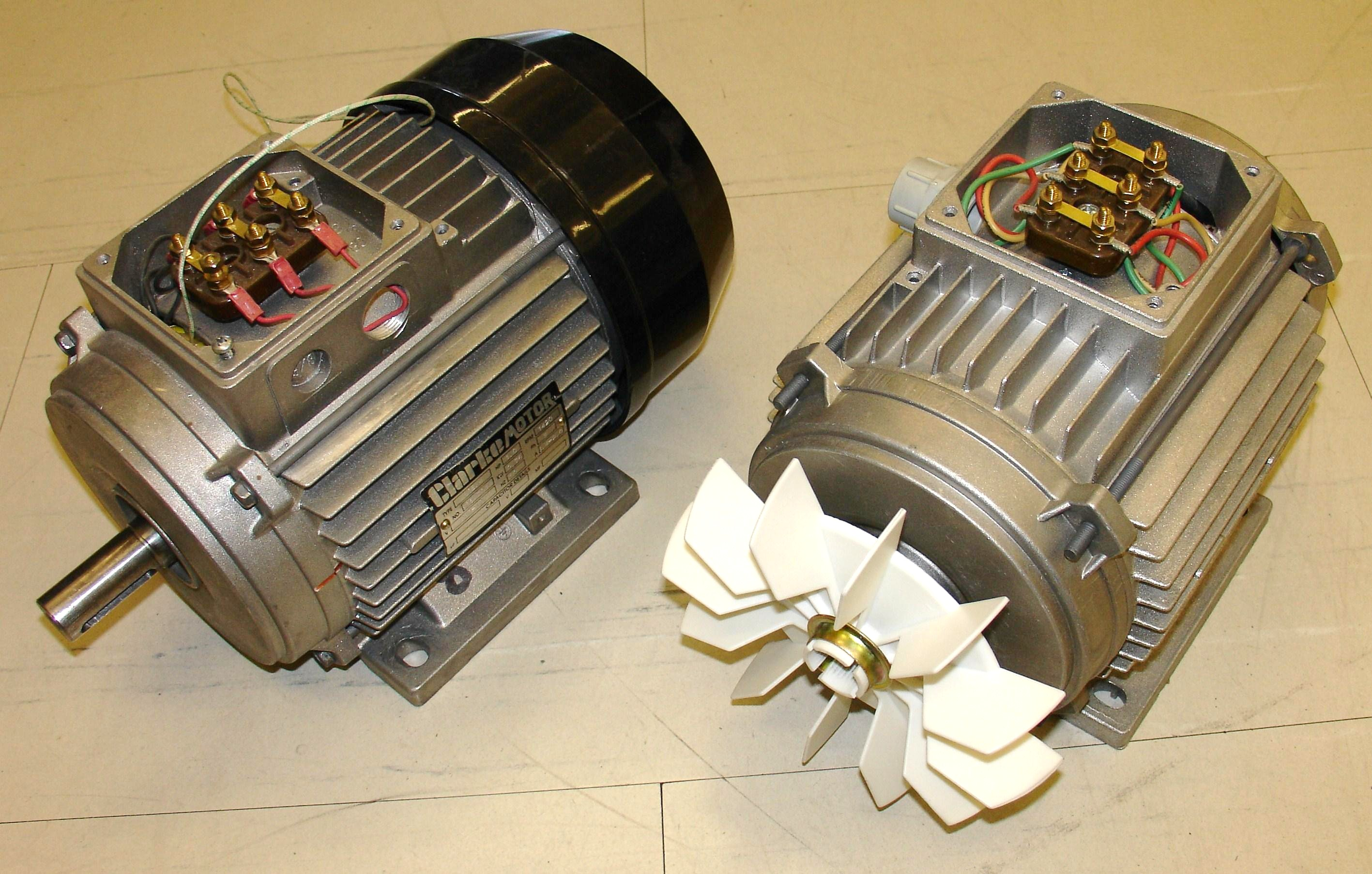
Трёхфазные электромоторы.

Вращающиеся электрические машины могут быть классифицированы по различным параметрам, в том числе: по функциональному назначению, по характеру магнитного поля в основном воздушном зазоре, по способу возбуждения, по типу контактных соединений обмоток, по возможности изменения направления вращения, по характеру изменения частоты вращения, по роду тока.

### Классификация по функциональному назначению
Данная классификация предполагает основным критерием основное функциональное назначение машины в системе передачи энергии.
Электромашинный генератор
вращающаяся электрическая машина, предназначенная для преобразования механической энергии в электрическую.
Вращающийся электродвигатель
вращающаяся электрическая машина, предназначенная для преобразования электрической энергии в механическую.
Электромашинный преобразователь
вращающаяся электрическая машина, предназначенная для изменения параметров электрической энергии (рода тока, напряжения, частоты, числа фаз, фаз напряжения).
Электромашинный компенсатор
вращающаяся электрическая машина, предназначенная для генерирования или потребления реактивной мощности.
Электромашинная муфта
вращающаяся электрическая машина, предназначенная для передачи механической энергии с одного вала на другой.
Электромашинный тормоз
вращающаяся электрическая машина, предназначенная для создания тормозного момента.
Информационная электрическая машина
вращающаяся электрическая машина, предназначенная для выработки электрических сигналов, характеризующих частоту вращения ротора или его угловое положение, или для преобразования электрического сигнала в соответствующее ему угловое положение ротора
В контексте данной классификации наиболее известную и распространённую группу вращающихся электрических машин составляют применяемые практически во всех областях техники электромашинные генераторы (или просто «генераторы тока») и вращающиеся электродвигатели (или просто «электродвигатели»), а их конструкция обычно такова, что для них выполняется принцип обратимости, когда одна и та же машина может выступать как в роли генератора тока, так и в роли электродвигателя.

### Классификация по конструктивной специфике и роду тока
Асинхронная машина
электрическая машина переменного тока, в которой частота вращения ротора отличается от частоты вращения магнитного поля в воздушном зазоре на частоту скольжения.
Синхронная машина
электрическая машина переменного тока, в которой частоты вращения ротора и магнитного поля в зазоре равны.
Машина двойного питания
электрическая машина переменного тока, в которой ротор и статор в общем случае имеют разные частоты питающего тока. В результате ротор вращается с частотой, равной сумме (разности) питающих частот.
Машина постоянного тока
электрическая машина, питаемая постоянным током и имеющая коллектор.
Универсальный коллекторный двигатель
электрическая машина, питаемая постоянным или переменным током и имеющая коллектор.
Вентильный двигатель
электрическая машина постоянного тока, в которой механический коллектор заменён полупроводниковым коммутатором (ПК), возбуждение осуществляется от постоянных магнитов, размещённых на роторе; а статорная обмотка, как в синхронной машине. ПК по сигналам логического устройства поочерёдно, в определённой последовательности, попарно подключает фазы электродвигателя к источнику постоянного тока, создавая вращающееся поле статора, которое, взаимодействуя с полем постоянного магнита ротора, создаёт вращающий момент электродвигателя.
Умформер на базе электрической машины (см. также Инвертор)
как правило, пара электрических машин на общем валу, выполняющих преобразование рода тока (постоянный в переменный или наоборот), частоты тока, числа фаз, напряжений.
Сельсин
электрическая машина для дистанционной передачи информации об угле поворота.

## Назначения
Основное:
- Преобразование энергии — основное назначение электрических машин в качестве двигателей или генераторов.
- Преобразование величины напряжения — основное назначение трансформаторов.

Не основное:
- Усиление мощности электрических сигналов. В этом случае электрическая машина называется электромашинным усилителем.
- Преобразование постоянного тока в переменный или постоянный другого напряжения (см. умформер).
- Повышение коэффициента мощности электрических установок. В этом случае электрическая машина называется синхронным компенсатором.[4]
- Дистанционная передача информации (сельсин)

## Расчёт электрической машины
Электрической машиной в большинстве случаев является электрический двигатель.
Уточнённый расчёт рабочих характеристик и использование существующих программ оптимизации позволяют уже на стадии проектирования машины получить весьма совершенную конструкцию. Наиболее распространены следующие методы математического моделирования электрических машин:
- аналитические;
- расчёт схем замещения, сформированных с использованием магнитных проводимостей отдельных участков магнитной цепи;
- расчёт полей на основе метода конечных элементов.

Аналитические методы основаны на решении уравнений, в которые входят такие величины, как магнитные потоки, напряжения и токи. При исследовании асинхронных машин широкое распространение получил расчёт схемы замещения одной фазы. Этот подход обычно применяется при расчёте установившихся режимов и реже для расчёта переходных процессов. При использовании аналитических методов принимаются допущения:
- плотность тока в проводниках распределена равномерно по их сечению;
- распределение индукции в воздушном зазоре синусоидально;
- нагрев машин не влияет на значения параметров схемы замещения;
- нелинейность магнитных цепей (работа в настоящее время сосредоточена на моделях, которые учитывают эффект насыщения в определении параметров эквивалентной схемы).

Погрешность аналитических расчётов может достигать 15-20 % и выше.
Численные методы стали широко применяться в последнее время в связи с быстрым развитием вычислительных машин и компьютерных технологий. Современные компьютерные программы позволяют решать не только двухмерные, но и трёхмерные задачи. Обычно численные методы предполагают использование различных по форме расчётных сеток, представляющих область задачи, причём точность модели тем выше, чем больше число узлов сетки. Применяются модели, основанные на методе конечных разностей (МКР), в котором используются ортогональные сетки, и модели, основанные на методе конечных элементов (МКЭ), в котором узлы сетки могут быть распределены более рационально. Преимуществом численных методов является то, что они позволяют не только повысить точность решения полевой задачи, но и учесть такие факторы, как насыщение магнитной цепи машины, вытеснение тока в проводниках и сложность границ сред.
При расчёте магнитных полей с учётом нелинейности свойств сред численными методами обычно применяют итерационный метод Ньютона-Рафсона. При этом при использовании метода конечных элементов матрицы коэффициентов имеют ленточную структуру, обеспечивающую снижение числа операций.
Современные программы, основанные на методе конечных элементов, позволяют рассчитывать ЭДС и токи обмоток статора и ротора, учитывать вращение ротора относительно статора, зубчатость сердечников, насыщение стали, наведение вихревых токов в массивных элементах конструкции, сложный характер распределения магнитного поля в зазоре. Кроме того, современные конечно-элементные программы позволяют рассчитывать объёмные (трёхмерные) конструкции. Точность расчётов по конечно- элементным программам была неоднократно подтверждена экспериментальными исследованиями. Чем сложнее моделируемая машина, тем больше длительность процесса вычислений. Расчёт рабочих режимов асинхронных машин при этом обладает ещё и той особенностью, что частота токов, индуктированных в роторе, относительно мала. Если переходные процессы рассчитываются методом численного интегрирования системы дифференциальных уравнений, требующим разбиения всего рассматриваемого временного интервала на достаточно малые шаги, время, затрачиваемое на вычисления, может быть значительным.

### Современные методы расчёта
В целях сокращения времени и сохранения точности, появились другие методы. Такие подходы, как правило, применяют несколько методов одновременно, то есть являются комбинированными методами.
К этим методам относятся, в частности, методы, основанные на расчёте эквивалентных схем замещения магнитных цепей, то есть на дискретизации электромагнитной системы в виде потока. Предполагается, что магнитное поле состоит из определённого числа магнитных трубок переменного сечения. В пределах каждой трубки поток постоянен, а все линии поля расположены строго параллельно стенкам трубок. Такой подход к созданию схем замещения обоснован только для ферромагнитных участков сердечников, для воздушного зазора он может быть применён с некоторыми допущениями. Определить форму, направление и число трубок поля в этой части машины трудно, особенно если учитывать взаимное перемещение сердечников.
Существуют методы, позволяющие правильно воспроизвести поле в воздушном зазоре. Это методы зубцовых контуров и эквивалентных проводимостей воздушного зазора.
В методе эквивалентных проводимостей магнитные проводимости воздушного зазора находятся как произведение частных проводимостей, найденных при односторонней и двусторонней зубчатости сердечников.
Более универсальным методом расчёта электрических машин является МЗК. МЗК, первоначально разработанный для расчёта гидрогенераторов, был затем обобщён и применён для расчёта различных типов электрических машин, включая асинхронные машины с короткозамкнутым ротором.
В этих работах потокосцепления обмоток электрической машины выражаются через индуктивные параметры зубцовых контуров, образованных токами, лежащими на дне пазов или сосредоточенными, а стенках пазов. Такое представление источников поля позволяет использовать теорию скалярного магнитного потенциала, что заметно упрощает расчёты.
Идея МЗК заключается в представлении поля в воздушном зазоре электрической машины в виде суммы полей так называемых зубцовых контуров. Этот метод позволяет провести детальный анализ магнитного поля отдельного зубцового контура и определить магнитную проводимость в воздушном зазоре с учётом двусторонней зубчатости статора и ротора, взаимного перемещения сердечников, а так же реальной формы тока или напряжения обмотки якоря.